# Rouffiac (Tarn)
Rouffiac é uma comuna francesa na região administrativa de Occitânia, no departamento de Tarn. Estende-se por uma área de 11,13 km². Em 2010 a comuna tinha 626 habitantes (densidade: 56,2 hab./km²).